# مورونی اولسن
مورونی اولسن (انگلیسی: Moroni Olsen; ۲۷ ژوئن ۱۸۸۹ – ۲۲ نوامبر ۱۹۵۴) یک هنرپیشه اهل ایالات متحده آمریکا بود. وی بین سال‌های ۱۹۳۵ تا ۱۹۵۴ میلادی فعالیت می‌کرد.

## فیلم‌شناسی
از فیلم‌هایی که وی در آن نقش داشته‌است، می‌توان به پسران مومیایی، جاسوس محبوب من، سفیدبرفی و هفت کوتوله، چه زندگی شگفت‌انگیزی، خیش و ستارگان، سامسون و دلیله، بدنام، آوای برنادت، ماری ملکه اسکاتلند، یک پا در بهشت، پدر عروس و تسخیرشده اشاره کرد.